# Майга, Абдулае
Подполковник Абдулай Майга (фр. Abdoulaye Maïga; род. 12 мая 1981, Бамако) — малийский военный офицер, Майга был назначен временным премьер-министром Мали 21 августа 2022 года.
Майга — подполковник Малийской национальной жандармерии, которая является военным подразделением, выполняющим правоохранительные функции среди гражданского населения и входящим в состав вооружённых сил Мали. Майга изучал дипломатию и международное право в Алжире. Он изучал оборону и политику международной безопасности в Париже и «имеет докторскую степень в области международной безопасности и обороны в Лионском университете имени Жана Мулена 3 в докторантуре юридического факультета ED 492». Он также изучал права человека и гуманитарное право в университете Париж-Сакле в Эври. Майга защитил докторскую диссертацию по предпринимательскому праву. Он написал диссертацию на тему «Доверие к ЭКОВАС» для обеспечения мира и безопасности.
Майга работал в управлении раннего предупреждения по предотвращению терроризма Экономического сообщества Западноафриканских государств (ЭКОВАС). Он работал офицером полиции в МООНСДРК (часть миссии Организации Объединённых Наций в Демократической Республике Конго).
Майга не входил в группу офицеров во главе с полковником Ассими Гоитой, которые пришли к власти в результате военного переворота в Мали в августе 2020 года. Но он считается близким к полковнику Гоите и стал «выразителем политики разрыва с Францией и её союзниками» после военного переворота в Мали в мае 2021 года. В июне 2021 года был назначен министром территориального управления и децентрализации, а 1 декабря 2021 года также был назначен пресс-секретарём правительства.
В сентябре 2022 года Майга резко раскритиковал французское правительство в ООН, заявив после вывода французских военных из операции «Бархан», что Мали «получила удар в спину со стороны французских властей». С другой стороны, он приветствует «отношения образцового и плодотворного сотрудничества между Мали и Россией».
Майга также подверг резкой критике нескольких африканских официальных лиц, таких как президент Нигера Мохамед Базум, которого он обвинил в том, что он не является нигерцем, или глава ивуарийского государства Алассан Уаттара, обвинив его в «манёвре», позволяющем ему «сохранить власть для себя и своего клана» путём изменения конституции для получения третьего срока. Он также подверг критике действующего президента экономического сообщества западноафриканских государств (ЭКОВАС), Гвинеи-Бисау Умару Сисоку Эмбало, за его «мимикрию» по отношению к Организации Объединённых Наций.
21 ноября 2024 года хунта назначила Майгу временным премьер-министром.